# Hagnagora catagrammina
Hagnagora catagrammina es una especie de polilla de la familia de las geométridas. Ha sido encontrada en América Central, desde Nicaragua hasta Panamá.
Está estrechamente relacionada con las otras dos especies del clado buckleyi y son particularmente similares a la Hagnagora buckleyi.